# Catonidia sobrina
Catonidia sobrina är en insektsart som beskrevs av Philip Reese Uhler 1896. Catonidia sobrina ingår i släktet Catonidia och familjen vedstritar. Inga underarter finns listade i Catalogue of Life.